# Stanley Holmes
Pour les articles homonymes, voir Holmes.
 (juin 2021).
Joseph Stanley Holmes, 1er baron Dovercourt (31 octobre 1878 - 22 avril 1961) est un homme d'affaires et homme politique du Parti libéral britannique, qui est député national libéral.

## Jeunesse et éducation
Holmes est né à Marylebone, Middlesex, le fils de Horace G. Holmes. Il fait ses études à la City of London School.

## Carrière
Holmes est comptable agréé et administrateur d'entreprise. Il est vice-président de la Building Societies Association et membre du London County Council de 1910 à 1919. Il est élu député libéral de North East Derbyshire aux élections générales de 1918, mais perd de justesse le siège aux élections générales de 1922. La majorité initialement déclarée n'est que de 5 voix, et une pétition électorale est déposée. Elle est rejetée lorsqu'un recomptage trouve une majorité plus élevée de 15 voix.
Holmes se présente ensuite sans succès dans le Dunbartonshire aux élections générales de 1923 et à Cheltenham aux élections de 1924. Il est finalement réélu à la Chambre des communes après une absence de treize ans aux élections générales de 1935, pour Harwich comme national libéral. Il occupe le siège jusqu'en 1954, siégeant plus tard en tant que « national libéral et conservateur ». Il présente des projets de loi d'initiative parlementaire devenus la loi de 1938 sur l'héritage (disposition relative à la famille) et la loi de 1939 sur la protection des côtes. Le 18 janvier 1954, il est élevé à la pairie en tant que baron Dovercourt, de Harwich dans le comté d'Essex.

## Vie privée
Lord Dovercourt épouse Eva Gertrude, fille de William Thomas Rowley, en 1905. Il est décédé à Marylebone, Londres, en avril 1961, à l'âge de 82 ans. La baronnie s'éteint à sa mort.